# 《起风了》获奖列表
《起风了》是一部2013年上映的日本动画历史电影，由宫崎骏编剧和导演，吉卜力工作室制作，东宝发行。本片的配音演员包括庵野秀明、泷本美织、西岛秀俊、西村雅彦、斯蒂芬·阿尔珀特、风间杜夫、竹下景子、志田未来、国村隼、大竹忍和野村万斋等人。 这部电影是对日本工程师堀越二郎的虚构传记，他在第二次世界大战期间设计了多种军用飞机，包括著名的零式战机。该片改编自宫崎骏同名漫画。
该片于2013年7月20日在日本上映，并于同年9月1日在第70届威尼斯国际电影节竞赛单元国际首映。该片全球票房收入达1.368亿美元，是2013年日本票房最高的电影。在影评网站烂番茄上，该片在181条评论中获得了88%的好评率。
《起风了》获得了众多奖项和提名，尤其是剧本、动画和配乐。在第37届日本电影学院奖中，该片获得年度动画奖，久石让的配乐获得杰出音乐成就奖。本片在第41届安妮奖中获得三项提名，宫崎骏荣获故事片杰出编剧奖。在第86届奥斯卡金像奖上，该片获得最佳动画片奖提名，但最终败给了迪士尼影片《冰雪奇缘》。该作品在东京动画大奖中获得五项大奖，其中包括长片类大奖。此外，本片还入围了2013年威尼斯电影节金狮奖。包括美国国家评论委员会在内的多家影评机构也将《起风了》评为2013年度最佳动画电影。本片还获得了如卫星奖、土星奖和影评人选择电影奖等奖项的最佳动画电影奖提名。

## 获奖
| 奖项                    | 颁奖日期       | 类别                          | 得奖者                                 | 结果  | 引据          |
| ----------------------- | -------------- | ----------------------------- | -------------------------------------- | ----- | ------------- |
| 奥斯卡金像奖            | 2014年3月2日   | 最佳動畫片                    | 宫崎骏以及铃木敏夫                     | 提名  | [ 16 ]        |
| 女性电影记者联盟        | 2013年12月19日 | 最佳动画片                    | 宫崎骏                                 | 提名  | [ 17 ]        |
| 安妮獎                  | 2014年2月1日   | 最佳動畫片                    | 《起风了》                             | 提名  | [ 18 ]        |
| 安妮獎                  | 2014年2月1日   | 剧情长片角色动画杰出成就奖    | 高坂希太郎                             | 提名  | [ 18 ]        |
| 安妮獎                  | 2014年2月1日   | 动画片制作编剧                | 宫崎骏                                 | 獲獎  | [ 18 ]        |
| 亞洲太平洋電影獎        | 2013年12月12日 | 最佳動畫片                    | 铃木敏夫                               | 提名  | [ 19 ]        |
| 波士頓影評人協會        | 2013年12月8日  | 最佳动画片                    | 《起风了》                             | 獲獎  | [ 20 ]        |
| 芝加哥影评人协会        | 2013年12月16日 | 最佳动画片                    | 《起风了》                             | 獲獎  | [ 21 ]        |
| 芝加哥影评人协会        | 2013年12月16日 | 最佳外语片                    | 《起风了》                             | 提名  | [ 21 ]        |
| 评论家选择电影奖        | 2014年1月16日  | 最佳動畫                      | 《起风了》                             | 提名  | [ 22 ]        |
| 达拉斯—沃斯堡影评人协会 | 2013年12月16日 | 最佳外语片                    | 《起风了》                             | 第4名 | [ 23 ]        |
| 佛罗里达影评人协会      | 2013年12月18日 | 最佳动画片                    | 《起风了》                             | 亚军  | [ 24 ]        |
| 乔治亚影评人协会        | 2014年1月10日  | 最佳动画片                    | 《起风了》                             | 提名  | [ 25 ]        |
| 金球獎                  | 2014年1月12日  | 最佳外語片                    | 《起风了》                             | 提名  | [ 26 ]        |
| 金预告片奖              | 2014年5月30日  | 最佳外国动画预告片            | 《英国版预告片》（The Editpool）       | 提名  | [ 27 ] [ 28 ] |
| 金预告片奖              | 2014年5月30日  | 最佳外国电视广告              | 《Spirit ND 30》（Trailer Park, Inc.） | 提名  | [ 27 ] [ 28 ] |
| 金预告片奖              | 2014年5月30日  | 最佳外国电视广告              | 《Visionary 30》（Trailer Park, Inc.） | 獲獎  | [ 27 ] [ 28 ] |
| 心脏地带电影节          | 2014年10月18日 | 真挚电影奖                    | 《起风了》                             | 獲獎  | [ 29 ]        |
| 休斯顿影评人协会        | 2013年12月15日 | 最佳动画片                    | 《起风了》                             | 提名  | [ 30 ]        |
| 休斯顿影评人协会        | 2013年12月15日 | 最佳外语片                    | 《起风了》                             | 提名  | [ 30 ]        |
| 国际电影爱好者协会      | 2014年2月23日  | 最佳动画片                    | 《起风了》                             | 亚军  | [ 31 ]        |
| 国际电影音乐评论家协会  | 2014年2月20日  | 最佳动画电影原创配乐          | 久石让                                 | 獲獎  | [ 32 ]        |
| 日本電影學院獎          | 2014年3月7日   | 年度动画电影                  | 《起风了》                             | 獲獎  | [ 33 ]        |
| 日本電影學院獎          | 2014年3月7日   | 音乐杰出成就                  | 久石让                                 | 獲獎  | [ 33 ]        |
| 電影旬報                | 2014年2月8日   | 年度最佳影片                  | 《起风了》                             | 第7名 | [ 34 ]        |
| 洛杉磯影評人協會        | 2013年12月8日  | 最佳动画片                    | 《起风了》                             | 亚军  | [ 35 ]        |
| 每日電影獎              | 2014年2月13日  | TSUTAYA电影爱好者奖——日本电影 | 《起风了》                             | 獲獎  | [ 36 ]        |
| 米爾谷國際影展          | 2013年10月13日 | 观众最喜爱的作品——动画        | 《起风了》                             | 獲獎  | [ 37 ]        |
| 國家評論協會            | 2014年1月7日   | 最佳动画片                    | 《起风了》                             | 獲獎  | [ 38 ]        |
| 全国漫画家协会分部奖    | 2014年5月24日  | 最佳动画片                    | 宫崎骏                                 | 獲獎  | [ 39 ]        |
| 紐約影評人協會          | 2014年1月6日   | 最佳动画片                    | 《起风了》                             | 獲獎  | [ 40 ]        |
| 纽约在线影评人协会      | 2013年12月8日  | 最佳动画片                    | 《起风了》                             | 獲獎  | [ 41 ]        |
| 在线影评人协会          | 2013年12月16日 | 最佳影片                      | 《起风了》                             | 提名  | [ 42 ] [ 43 ] |
| 在线影评人协会          | 2013年12月16日 | 最佳导演                      | 宫崎骏                                 | 提名  | [ 42 ] [ 43 ] |
| 在线影评人协会          | 2013年12月16日 | 最佳外语片                    | 《起风了》                             | 獲獎  | [ 42 ] [ 43 ] |
| 在线影评人协会          | 2013年12月16日 | 最佳改编剧本                  | 宫崎骏                                 | 提名  | [ 42 ] [ 43 ] |
| 在线影评人协会          | 2013年12月16日 | 最佳改编剧本                  | 《起风了》                             | 提名  | [ 42 ] [ 43 ] |
| 聖地牙哥影評人協會      | 2013年12月11日 | 最佳动画片                    | 《起风了》                             | 獲獎  | [ 44 ]        |
| 舊金山灣區影評人協會    | 2013年12月15日 | 最佳动画片                    | 《起风了》                             | 提名  | [ 45 ]        |
| 卫星奖                  | 2014年2月23日  | 最佳動畫或混合媒體            | 《起风了》                             | 獲獎  | [ 46 ]        |
| 土星獎                  | 2015年6月25日  | 最佳動畫電影                  | 《起风了》                             | 提名  | [ 47 ]        |
| 圣路易斯影评人协会      | 2013年12月16日 | 最佳动画片                    | 《起风了》                             | 亚军  | [ 48 ]        |
| 東京動畫獎              | 2014年3月22日  | 大奖 – 故事片                 | 《起风了》                             | 獲獎  | [ 49 ] [ 50 ] |
| 東京動畫獎              | 2014年3月22日  | 最佳剧本/原创作品             | 宫崎骏                                 | 獲獎  | [ 49 ] [ 50 ] |
| 東京動畫獎              | 2014年3月22日  | 最佳动画师                    | 高坂希太郎                             | 獲獎  | [ 49 ] [ 50 ] |
| 東京動畫獎              | 2014年3月22日  | 最佳艺术指导                  | 武重洋二                               | 獲獎  | [ 49 ] [ 50 ] |
| 東京動畫獎              | 2014年3月22日  | 最佳配音演员                  | 庵野秀明                               | 獲獎  | [ 49 ] [ 50 ] |
| 多伦多影评人协会        | 2013年12月17日 | 最佳动画片                    | 《起风了》                             | 獲獎  | [ 51 ]        |
| 威尼斯电影节            | 2013年9月7日   | 金獅獎                        | 《起风了》                             | 提名  | [ 52 ]        |
| 鄉村之聲電影投票獎      | 2013年12月17日 | 最佳动画片                    | 《起风了》                             | 獲獎  | [ 53 ]        |
| 华盛顿特区影评人协会    | 2013年12月9日  | 最佳动画片                    | 《起风了》                             | 提名  | [ 54 ]        |
| 女性影評人              | 2013年12月16日 | 最佳家庭影片                  | 《起风了》                             | 獲獎  | [ 55 ]        |